# 亥姆霍兹方程

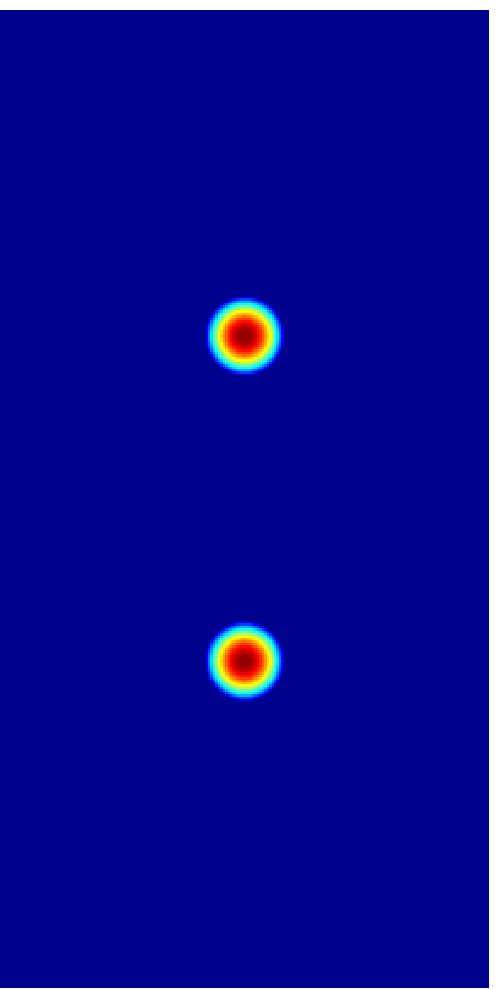
平面内的两个辐射源，用数学函数 ƒ 给出，蓝色区域函数值为零。

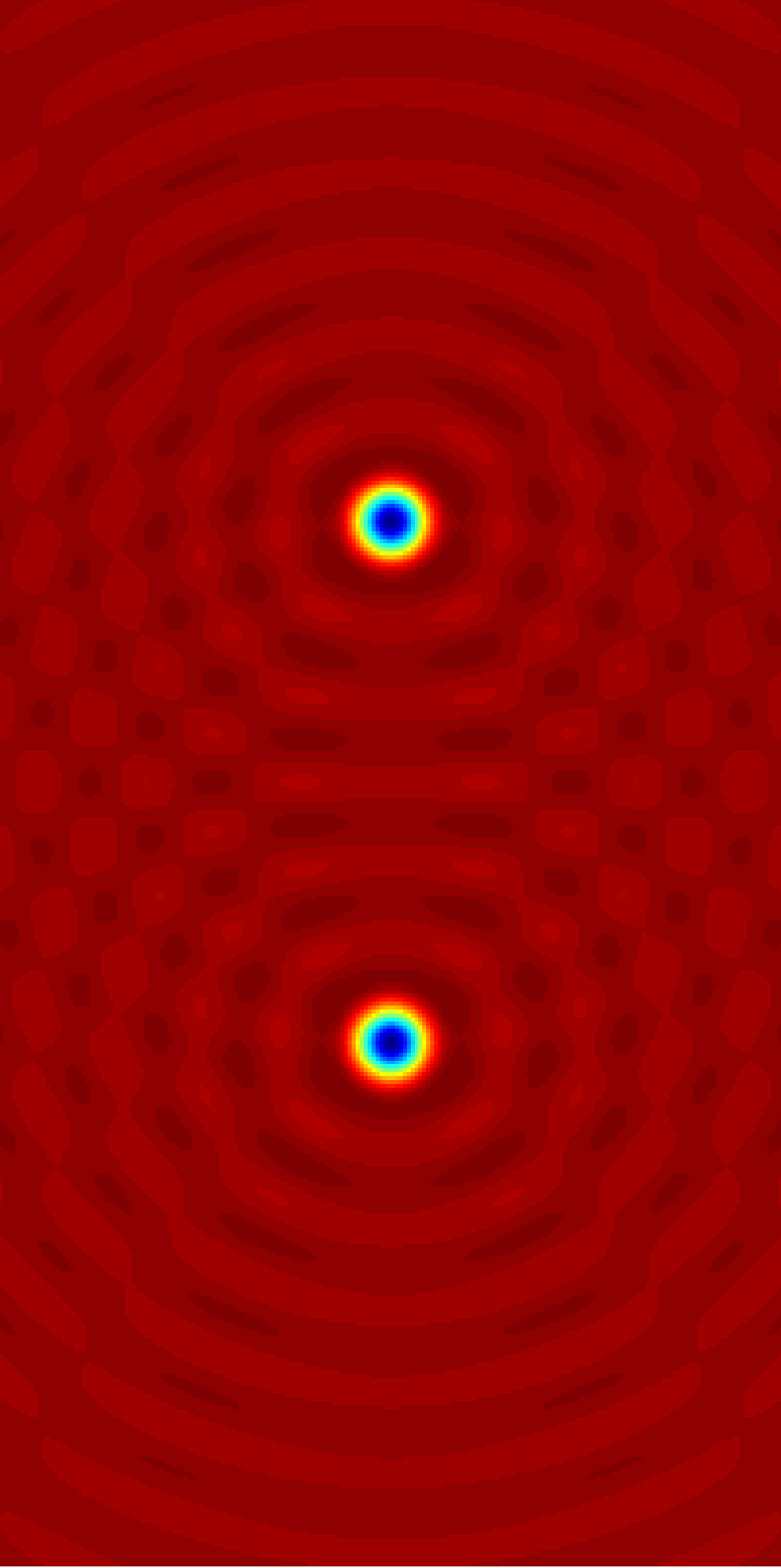
所产生的场 A 的实部，A 为非齐次解亥姆霍兹方程 的解。

亥姆霍兹方程（英語：Helmholtz equation）以德国物理学家赫尔曼·冯·亥姆霍兹的名字命名，表示拉普拉斯算子的特征值问题，其基本形式如下：
{\displaystyle (\nabla ^{2}+k^{2})f=0}
其中 {\displaystyle \nabla ^{2}} 是拉普拉斯算子，{\displaystyle k} 是波数，{\displaystyle f} 是特征函数。
在光学中，亥姆霍兹方程是一个描述电磁波的椭圆偏微分方程；在量子力学中，亥姆霍兹方程应用于描述波函数的传播和干涉。

## 动机和用途
亥姆霍兹方程通常出现在涉及同时存在空间和时间依赖的偏微分方程的物理问题的研究中，例如波动方程或薛定谔方程。
考虑波动方程：
{\displaystyle \left(\nabla ^{2}-{\frac {1}{c^{2}}}{\frac {\partial ^{2}}{\partial {t}^{2}}}\right)u(\mathbf {r} ,t)=0.}
假定 {\displaystyle u(\mathbf {r} ,t)} 可分离变量，可得：
{\displaystyle u(\mathbf {r} ,t)=A(\mathbf {r} )T(t).}
将此形式代入波动方程，化简得到下列方程：
{\displaystyle {\nabla ^{2}A \over A}={1 \over c^{2}T}{d^{2}T \over dt^{2}}.}
注意左边的表达式只取决于 r，而右边的表达式只取决于 t。其结果是，当且仅当等式两边都等于恒定值时，该方程在一般情况下成立。从这一观察中，可以得到两个方程：
{\displaystyle {\begin{array}{lcl}{\nabla ^{2}A \over A}&=-k^{2}\\{1 \over c^{2}T}{d^{2}T \over dt^{2}}&=-k^{2}\end{array}}}
在不失一般性的情况下，选择 −k2 这个表达式作为这个常值。（使用任何常数 k 作为分离常数都同样有效；选择 −k2 只是为了求解方便。）
调整第一个方程，可以得到亥姆霍兹方程：
{\displaystyle \nabla ^{2}A+k^{2}A=(\nabla ^{2}+k^{2})A=0.}
同样，在用{\textstyle \omega {\stackrel {\mathrm {def} }{=}}kc}进行代换之后，第二个方程成为
{\displaystyle {\frac {d^{2}{T}}{d{t}^{2}}}+\omega ^{2}T=\left({d^{2} \over dt^{2}}+\omega ^{2}\right)T=0,}
其中 k 是波数，ω 是角频率。注意到现在有了空间变量{\displaystyle {\boldsymbol {x}}}的亥姆霍兹方程和一个二阶时间常微分方程。时间解是一个正弦和余弦函数的线性组合，而空间解的形式依赖于具体问题的边界条件。经常可以使用拉普拉斯变换或者傅立叶变换这样的积分变换将双曲的偏微分方程转化为亥姆霍兹方程的形式。
因为它和波动方程的关系，亥姆霍兹方程在物理学中电磁辐射、地震学和声学等相关研究领域里有着广泛应用。

## 分离变量法求解

### 一维亥姆霍兹方程
{\displaystyle \left[{\frac {\mathrm {d} ^{2}}{\mathrm {d} r^{2}}}+k^{2}\right]\psi =0}
假设{\displaystyle e^{ar}}为方程的解，代入上式可得特征方程：
{\displaystyle a^{2}+k^{2}=0}
解得{\displaystyle a=\pm ik}，则方程的通解为：
{\displaystyle \psi (r)=C_{1}e^{-ikr}+C_{2}e^{ikr}}

### 三维亥姆霍兹方程
球坐标中的拉普拉斯算子可以表示为：
{\displaystyle \nabla ^{2}=\nabla _{r}^{2}+{\frac {\nabla _{\Omega }^{2}}{r^{2}}}={\frac {1}{r^{2}}}{\frac {\partial }{\partial r}}\left(r^{2}{\frac {\partial u}{\partial r}}\right)+{\frac {1}{r^{2}\sin \theta }}{\frac {\partial }{\partial \theta }}\left(\sin \theta {\frac {\partial u}{\partial \theta }}\right)+{\frac {1}{r^{2}\sin ^{2}\theta }}{\frac {\partial ^{2}u}{\partial \phi ^{2}}},}
则可以得到：
{\displaystyle (r^{2}\nabla _{r}^{2}+k^{2}r^{2}-\nabla _{\Omega }^{2})\psi =0.}
令 {\displaystyle \psi (\mathbf {r} )=R(r)Y({\hat {\mathbf {r} }})}， 则分离后的角向方程和径向方程分别为：
{\displaystyle {\begin{array}{lcl}\nabla _{\Omega }^{2}Y({\hat {\mathbf {r} }})=-l(l+1)Y({\hat {\mathbf {r} }}),\\\left[r^{2}\nabla _{r}^{2}+k^{2}r^{2}-l(l+1)\right]R(r)=0.\end{array}}}
上式的解为球谐函数，下式可转化为球贝塞尔方程进行求解，则三维亥姆霍兹的通解可表示为：
{\displaystyle \psi (r,\theta ,\phi )=\sum _{l,m}[A_{l,m}j_{l}(kr)+B_{l,m}y_{l}(kr)]Y_{l,m}(\theta ,\phi ).}
考虑物理意义，当{\displaystyle r\to 0}时，{\displaystyle y_{l}(kr)}存在奇点，因此可得{\displaystyle B_{l,m}=0}，即：
{\displaystyle \psi (r,\theta ,\phi )=\sum _{l,m}A_{l,m}j_{l}(kr)Y_{l,m}(\theta ,\phi ).}
上式也可表达为平面波的形式。

## 参阅
- 基尔霍夫积分定理